# Neklan
Neklan ist ein legendärer böhmischer Herrscher aus der vorchristlichen Ahnenreihe der Přemysliden. Sein Name ist in der Chronica Boemorum des Cosmas von Prag überliefert, die zu Beginn des 12. Jahrhunderts entstand.

## Überlieferung
Nach der Überlieferung der Cosmas-Chronik fand zu Zeiten Neklans ein Krieg der Tschechen mit einem Nachbarstamm namens „Lučané“ oder „Žatčané“ statt. Deren grausamer und angriffslustiger Anführer Vlastislav überfiel das Gebiet der Tschechen, um die Herrschaft über das ganze Land zu gewinnen. Der feige Neklan übergab dem tapferen Helden Tyr sein Pferd und seine Rüstung, damit er ihn vertrete. Unter der Führung des  verkleideten Helden gewannen die Tschechen den Krieg und töteten alle Gegner bis auf einen Mann, der von seiner Stiefmutter durch einen Zauber geschützt worden war. Vlastislav, aber auch Tyr fielen im Kampf.
Nach dem Sieg übergab Neklan Vlastislavs Sohn dem Sorben Durynk zur Erziehung. Durynk tötete aber das Mündel in der Hoffnung, seinem Herrscher zu gefallen. Als er den Kopf des Kindes auf einem Teller nach Prag brachte, entsetzten sich die Stammesführer über das Verbrechen. Durynk, dem die Wahl zwischen drei Todesarten gewährt wurde, erhängte sich auf einem Baum.

## Bedeutung
Der Stoff bildet in der Chronik eine eigenständige Einheit. Cosmas reiht ihn hinter die Schilderung des Mägdekrieges und charakterisiert ihn als Sage (fama). Es ist das letzte Ereignis, für dessen Glaubwürdigkeit der Chronist nicht einstehen will, da es sich in „alten Zeiten“ zugetragen habe. Folgerichtig nennt er auch keine Jahreszahl. Die Verortung des Krieges im 9. Jahrhundert, die sich noch bei František Palacký findet, ergibt sich aus dem nachfolgend vom Cosmas genannten Jahr 894. In diesem Jahr soll Bořivoj I. getauft worden sein, der erste historisch bezeugte Přemysliden-Herrscher.
Historisch und archäologisch untersucht werden heute vor allem die von Cosmas erwähnten Namen der Landschaften, Flüsse und Burgen. Als Burgen der Tschechen werden die Prager Burg und Levý Hradec erwähnt, Hauptort des gegnerischen Stammes soll die nordtschechische Stadt Žatec gewesen sein. Der Anführer Vlastislav soll eine Burg zwischen Bílina und Litoměřice erbaut haben, die seinen Namen trug. In der Gemeinde Vlastislav wurde eine Burganlage tatsächlich archäologisch nachgewiesen. Auch das Feld bei der Gemeinde Tursko westlich von Prag wurde archäologisch untersucht. Dort waren nach Cosmas die gegnerischen Heere aufeinandergetroffen, und der gefallene Held Tyr sei dort begraben worden. Die Untersuchungen wiesen auf dem Feld Bestattungen vom 5. vorchristlichen Jahrhundert bis in das frühe Mittelalter nach. Die Grabhügel sind zum Teil noch heute im Landschaftsbild sichtbar.
Literarisch wird die Erzählung als Heldenepos eingestuft, vergleichbar mit dem altrussischen Igorlied. Der Stoff wurde in der Folgezeit weiterentwickelt und zur Sage ausgestaltet, der Held Tyr erhielt im 19. Jahrhundert den Namen Čestmír. Die bekannteste Fassung schrieb 1894 Alois Jirásek unter dem Titel „Staré pověsti české“ (Alte böhmische Sagen).